# Famille Colonna Walewski
La famille Colonna Walewski est une famille importante subsistante de la noblesse polonaise et de la noblesse d'Empire, d'ancienne extraction, originaire de Walewice, dans la région de Łowicz. Plusieurs membres se sont illustrés sous la Première République polonaise, le Premier Empire et le Second Empire.

## Histoire

Marie, comtesse Walewska par Robert Lefevre, 1807

La famille Colonna Walewski est une branche de la famille Walewski, documentée depuis 1382. Une liaison aurait eu lieu entre un prince Colonna et la famille Walewski à la fin du XIVe siècle, donnant naissance à la famille Colonna Walewski. Cette lignée a acquis une notoriété supplémentaire au XIXe siècle grâce à Alexandre Colonna Walewski, homme politique et diplomate français, né en 1810.
Alexandre Walewski était le fils naturel de Napoléon Ier et de la comtesse polonaise Maria Walewska, ce qui l'a placé sous les feux des projecteurs dans un contexte historique tumultueux. Il a servi sous Napoléon III et a joué un rôle important dans les affaires diplomatiques de son époque, notamment lors de la guerre de Crimée. Son ascension sociale et politique a contribué à l'enrichir l'héritage de la famille Colonna Walewski, tout en ancrant cette lignée dans les bouleversements de l'Europe du XIXe siècle.

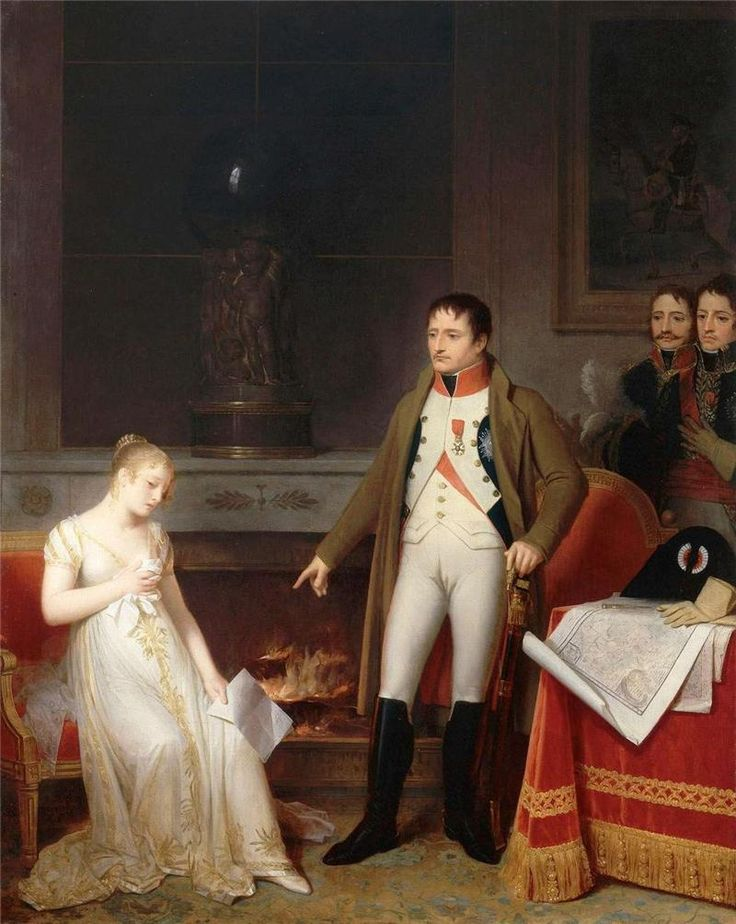
La comtesse Walewska et Napoléon Ier, Vienne 1809

Le lien entre les Colonna et Walewski témoigne de la complexité des alliances aristocratiques et de l'impact de Napoléon sur les dynamiques familiales, marquant ainsi l'histoire de ces deux familles par une fusion de noblesse italienne et de la lignée bonapartiste. Au fil des générations, la famille Colonna Walewski a continué à jouer un rôle dans les affaires sociales et politiques, enrichissant son patrimoine tout en naviguant à travers les aléas de l'histoire européenne.

## Personnalités

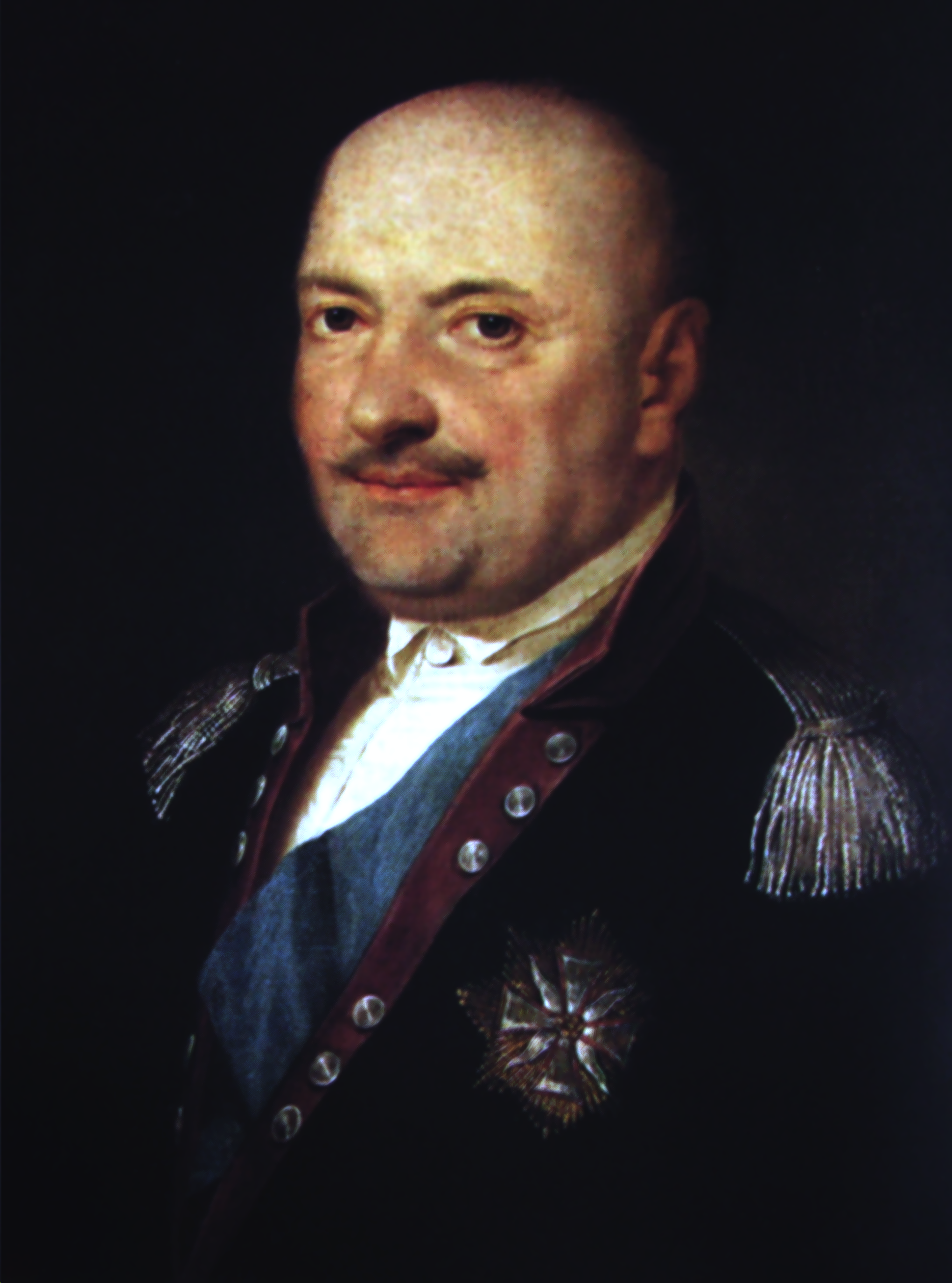
Michal Walewski, 1788

- Michal Walewski, 1788Michał Walewski (1735-1806), Voïvode (gouverneur) de Sieradz

- Athanase Colonna Walewski (1733-1815), comte Walewski, grand électeur de Pologne, député au Sejm.
- Marie Walewska (1786-1817), comtesse Walewska, maîtresse de Napoléon Ier.
- Alexandre Colonna Walewski (1810-1868), 1er comte Colonna Walewski, puis duc d'Empire ad personam, fils de Napoléon Ier, président du Corps législatif, ministre d'État, ministre des Affaires Étrangères, ambassadeur, sénateur, député.

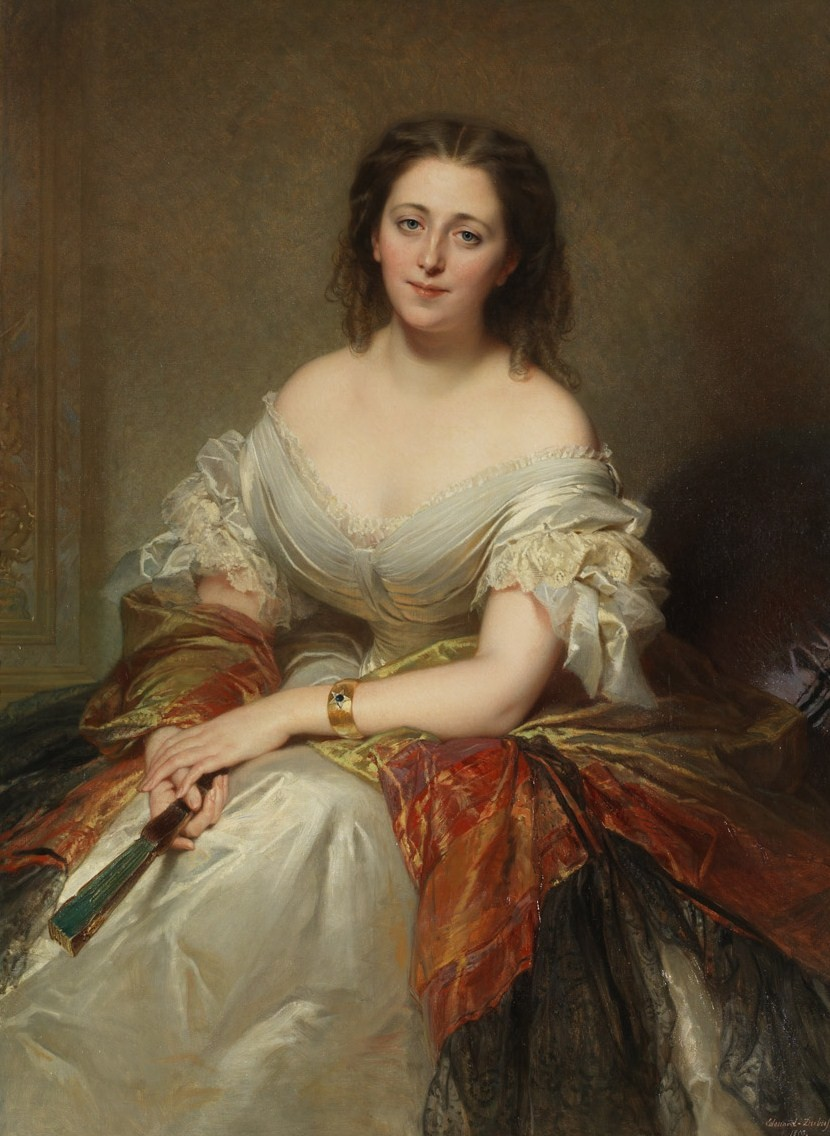
La duchesse Walewska par Dubufe, 1859.

- La duchesse Walewska par Dubufe, 1859.Marie-Anne Walewska (1823-1912), duchesse Colonna Walewski, Première dame d’honneur de l'impératrice Eugénie de Montijo.
- Charles Colonna Walewski (1848-1916), 2e comte Colonna Walewski, président du Crédit Lyonnais, lieutnant-colonel, mort pour la France.
- Alexandre Colonna Walewski (1844-1898), 3e comte Colonna Walewski, consul de France et poète.
- André Colonna Walewski (1871-1954), 4e comte Colonna Walewski, industriel et fondateur de la compagnie de Taxis G7.
- Antoine Colonna Walewski (1904-1990), 5e comte Colonna Walewski, industriel francais.
- Alexandre Colonnna Walewski (1933- ), 6e comte Colonna Walewski, président du groupe Touax.

## Armoiries

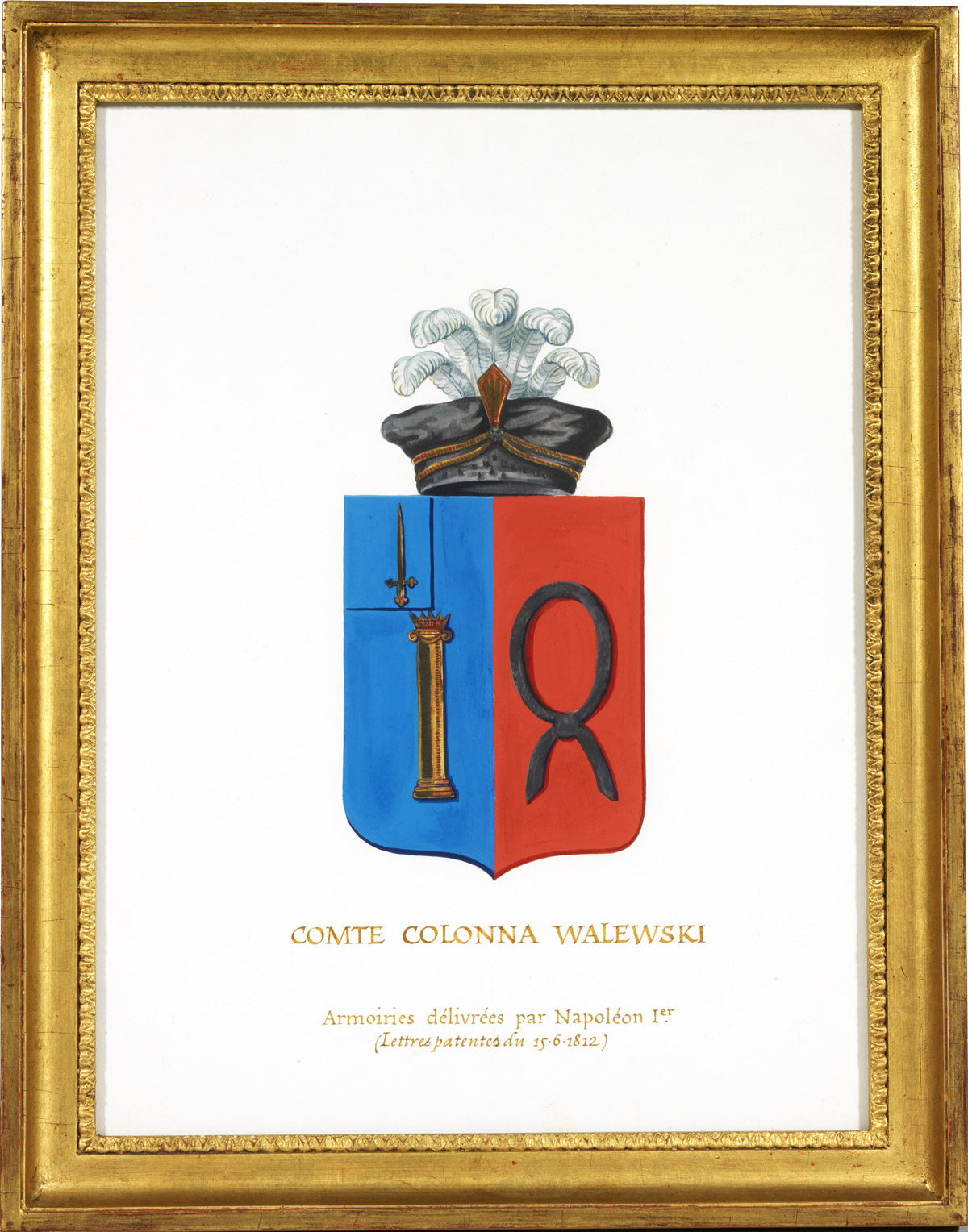
Blasons des comtes Colonna Walewski d'Empire

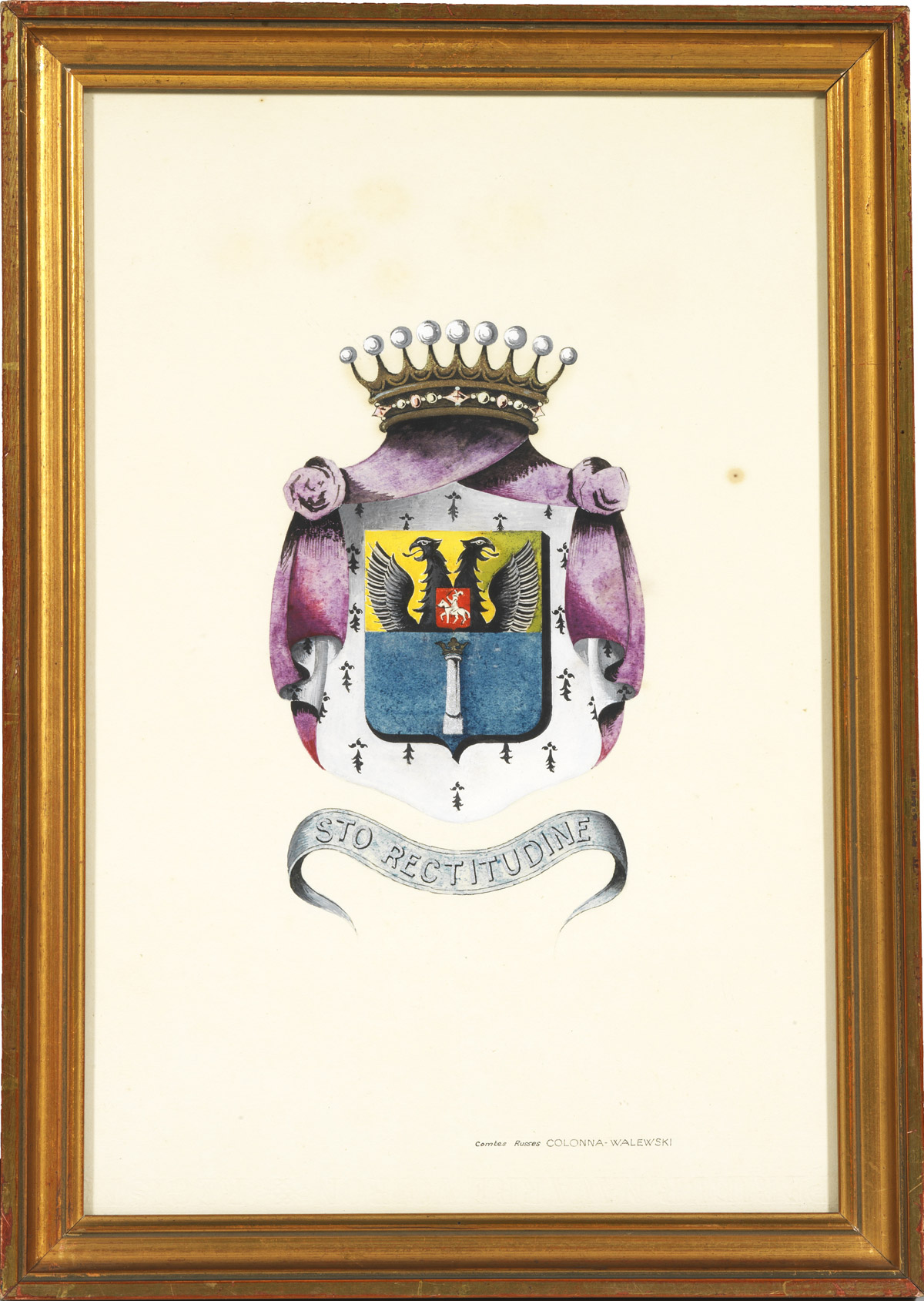
Blasons des comtes Colonna Walewski de Russie

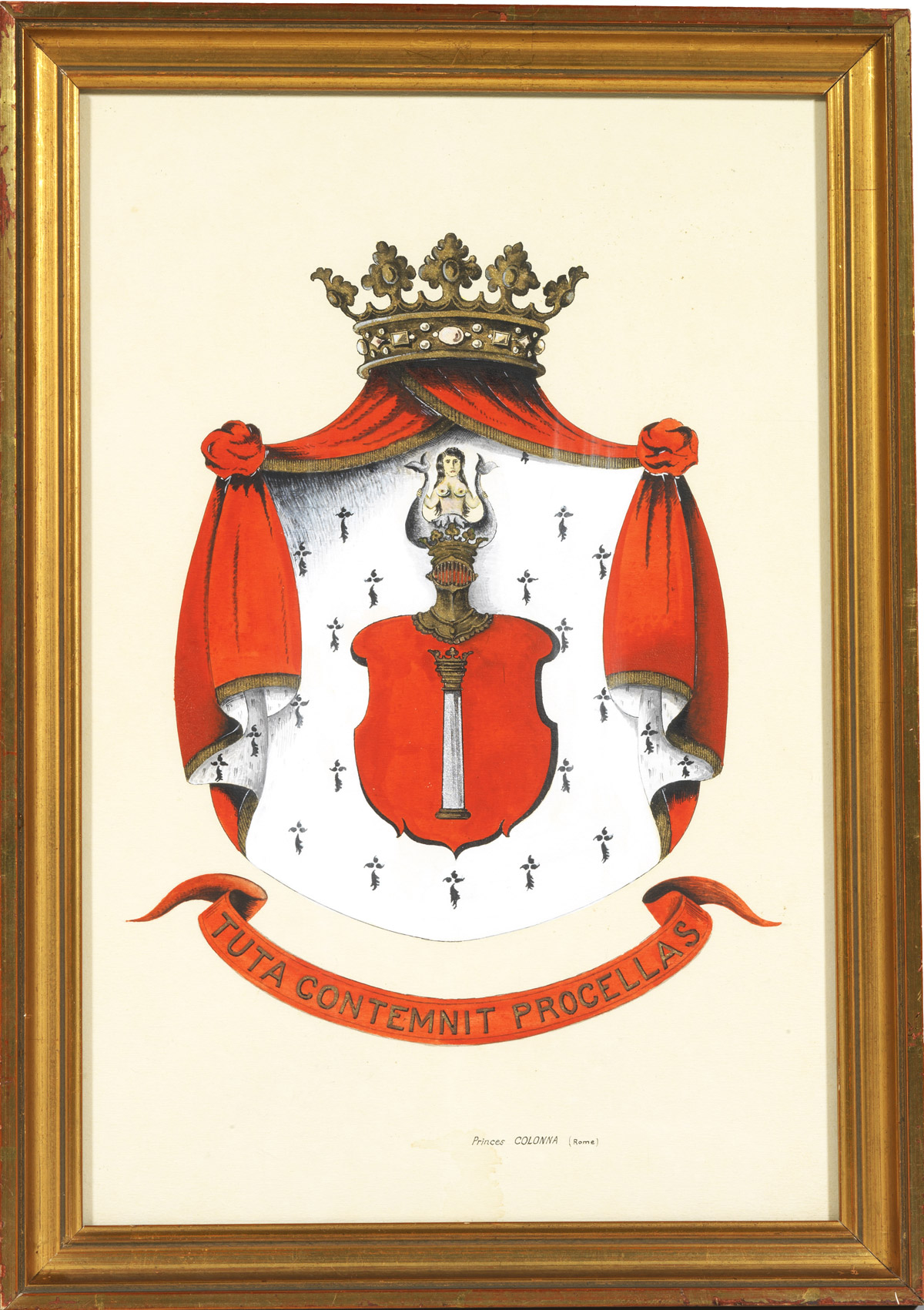
Blasons des princes Colonna de Rome

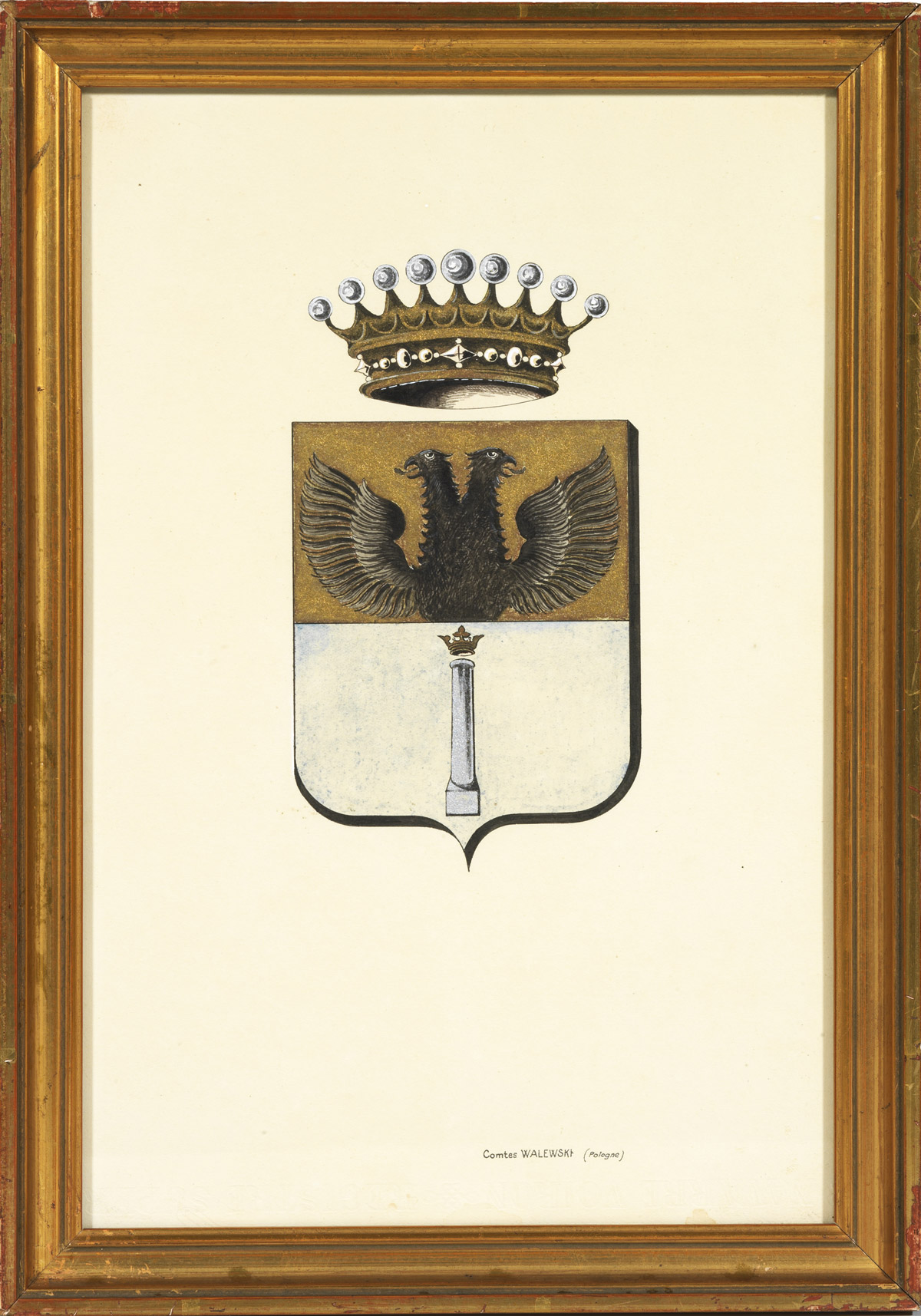
Blasons des comtes Walewski de Pologne

## Postérité

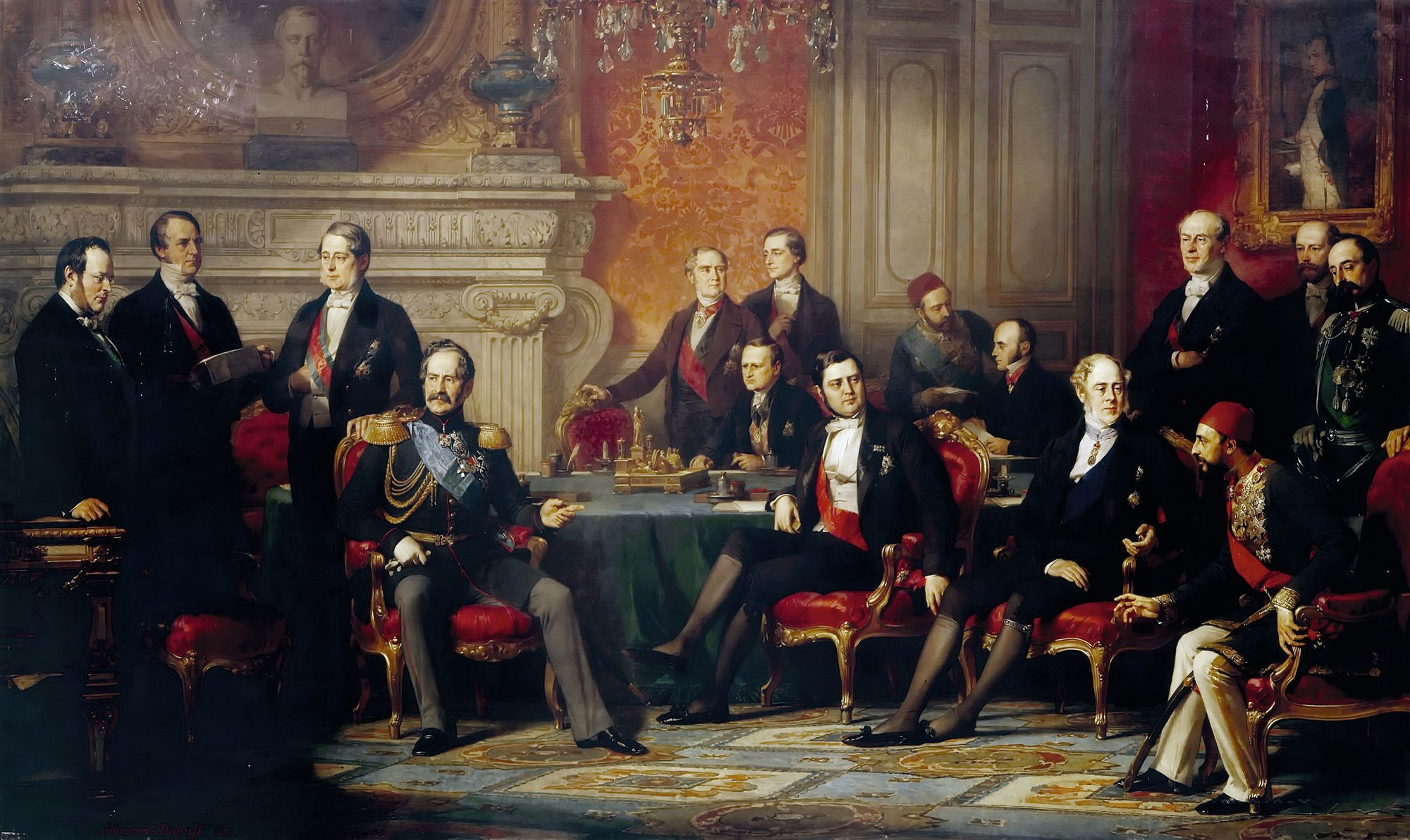
Alexandre, comte Colonna Walewski (au centre), présidant le traité de Paris (1856)

- Rue Walewski (Strasbourg), en hommage à Alexandre (I) Colonna Walewski
- Rue Walewski (Piriac-sur-Mer), en hommage à Félix Walewski
- Conquest (1937), film sur la relation entre Marie Walewska et Napoléon Ier, avec Greta Garbo et Charles Boyer. Conquest, film sur Marie Walewska et Napoléon, 1937

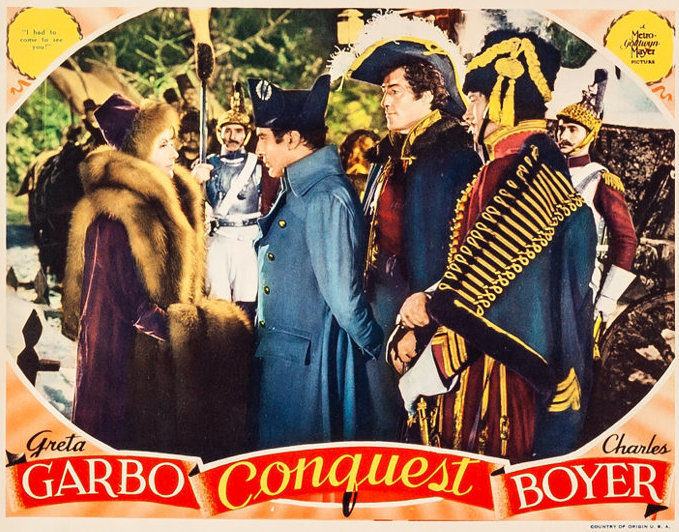
Conquest, film sur Marie Walewska et Napoléon, 1937

- Musée Walewski à Tubądzin[6].

## Alliances
Łączyńscy (1798), Montagu (1808), Zanobi di Ricci (1823), Poniatowski (1823), Sala (1845), Rossi del Barbazzale (1868), Molinos (1877), Le duc de Lillers (1948), La Guiche (1952), Vogüé (1956), 